# Гуаита
Гуаита (итал. Guaita) или Прима-Торре (Prima Torre с итал. — «Первая башня») — одна из башен Сан-Марино на горе Монте-Титано.
Из трёх башен она была построена первой в XI веке. Окружённая двумя ярусами крепостных стен, башня расположена на высоте 751 м над уровнем моря и имеет собственную высоту 75 м. С неё открываются виды на Сан-Марино и итальянские земли. В южной башне находится небольшая католическая часовня с алтарём в честь Святой Варвары (итал. Cappella di Santa Barbara).
В 1475, 1481, 1502, 1549, 1615 и 1623 годах башня достраивалась и перестраивалась, часто служив жителям страны как крепость.
В XVI веке некоторые помещения, служившие прежде для размещения военного гарнизона, стали использоваться в качестве тюрьмы и служили для этой цели вплоть до 1970 года. Срок отбывания наказания в камерах башни не превышал шести месяцев — для более строгого наказания осуждённых переводили в итальянские тюрьмы.
После реставрации 1930 года башня была открыта для публичного доступна.
В 2008 году в составе исторического центра Сан-Марино башня была включена в список Всемирного наследия ЮНЕСКО.

## В символике
Башня Гуаита, наряду с двумя другими башнями Сан-Марино — Честа и Монтале — нашла отражение на и национальном гербе и флаге страны.
С переходом страны на валюту Европейского союза башня появилась на сан-маринских монетах достоинством в 5 евроцентов.